# Strandlachs
Der Strandlachs (Leptobrama muelleri; altgriechisch λεπτός leptós, deutsch ‚dünn‘; altfranzösisch bresme ein Süßwasserfisch) ist ein Fisch, der an den Küsten des nördlichen Australien von Queensland bis Western Australia vorkommt. Er lebt entlang der Strände und in Flussmündungen, im Meer, im Brackwasser und geht zeitweise auch in Flüsse.

## Merkmale
Strandlachse werden 35 Zentimeter lang. Ihr Körper ist langgestreckt und seitlich abgeflacht. Das Maul reicht bis weit hinter die kleinen Augen, die ein Fettlid haben. Der Vorkiemendeckel ist gesägt. Die Rückenflosse ist kurz, setzt hinter der Körpermitte an und wird von vier Flossenstacheln und 16 bis 18 Weichstrahlen gestützt. Die Afterflosse hat drei Flossenstacheln und 26 bis 30 Weichstrahlen. Das Seitenlinienorgan zieht sich in einem Bogen oberhalb der Brustflossen. Es hat lange und schmale Poren. Entlang des Seitenlinienorgans zählt man 75 bis 77 Schuppen.
Strandlachse glänzen silbrig. Von Leptobrama pectoralis, der zweiten Art der Gattung Leptobrama, können sie durch einen schwarzen Fleck am distalen Ende der Rückenflosse unterschieden werden. Weitere Unterschiede zwischen den Schwesterarten betreffen die Morphometrie. Der Kopf des Strandlachs ist kürzer als der von L. pectoralis (21,7 bis 22,7 % der SL vs. 22,2 bis 25,8 %), die Schnauze, bei Fischen der Bereich zwischen Maulspitze und dem Vorderrand der Augen, aber länger (19,9 bis 24,5 % der Kopflänge vs. 16,9 bis 22,6 %). Der Oberkiefer ist beim Strandlachs kürzer (53,0 bis 61,3 % der Kopflänge vs. 61,8 bis 66,1 %). Die Gaumenzähne auf dem Vomer stehen beim Strandlachs auf einem runden Feld, bei L. pectoralis ist der bezahnte Bereich rhombisch. Die Spitzen der Brustflossen reichen beim Strandlachs bis zu den Spitzen der angelegten Bauchflossen, bei L. pectoralis reichen sie etwas darüber hinaus. Auf dem Vorderkörper oberhalb der Brustflossen verläuft die Seitenlinie beim Strandlachs allmählich und kurvenförmig gebogen nach unten, bei L. pectoralis fällt sie stufenartig ab. Unterhalb der Seitenlinie hat der Strandlachs 13 bis 14 Schuppenreihen, bei L. pectoralis sind es 15 bis 18. Strandlachse haben 13 bis 18 kurze Kiemenrechen, L. pectoralis nur 6 bis 12.